# Cyrebia anachoreta
Cyrebia anachoreta är en fjärilsart som beskrevs av Herrich-Schäffer 1851. Cyrebia anachoreta ingår i släktet Cyrebia och familjen nattflyn. Inga underarter finns listade i Catalogue of Life.